# داء الأنكلستومات
داء الأنكلستومات (بالإنجليزية: Ancylostomiasis)‏ هي الإصابة بالدودة الشصية الأنكلوستوما.

## التشخيص
تصيب عموما الجلد، الأعين وعند الاٍنسان تصيب الأمعاء.
- أنكلستوما برازيلية تسبب داء هجرة اليرقات الجلدي.
- السهمية يسبب داء هجرة اليرقات الحشوي.[1]